# Tracey Walter
Tracey Walter (* 25. listopadu 1947 Jersey City, New Jersey) je americký herec. Objevil se ve více než sto filmech a televizních seriálech.

## Herecká kariéra
Narodil se v newjerseyském Jersey City do rodiny řidiče trucku.
Ve filmu hrál řadu rolí jako byl Bob v Batmanovi, Cookie v City Slickers či Malak v Barbaru Conanovi. V letech 1981–1982 se ujal postavy Froga Rothchilda v situační komedii Best of the West produkovaném americkou stanicí ABC. Do třech snímků Matilda (1996), Smoochy (2002) a Baba na zabití (2003) jej obsadil kolega a režisér Danny DeVito. Společně si zahráli v devíti filmech, poprvé roku 1978 ve westernové komedii Utečeme na jih. Podílel se také na Nicholsonově projektu nazvaném Dva Jakeové (1990).
Za ztvárnění filosofujícího opraváře Millera v Repo Manovi obdržel roku 1984 Saturnovu cenu pro nejlepšího herce ve vedlejší roli.

## Filmografie

### Film
- Annie Hallová (1977)
- Utečeme na jih (1978)
- Naostro (1979)
- Lovec (1980)
- Nebezpečný muž (1981)
- Honky Tonk Man (1982)
- Jezdec v čase (1982)
- Dravé ryby (1983)
- Barbar Conan (1984)
- Repo Man (1984)
- Něco divokého (1986)
- Na dosah (1986)
- Malone (1987)
- Manželství s mafií (1988)
- Půlnoční běh (1988)
- Pohřební akademie (1988)
- Homer a Eddie (1989)
- Batman (1989)
- Ze tmy (1989)
- Psychopat ze San Francisca (1990)
- Dva Jakeové (1990)
- Mladé pušky II (1990)
- Zběsilost v srdci (1990)
- Dobrodruzi z velkoměsta (1991)
- Mlčení jehňátek (1991)
- Milenci se zbraní (1992)
- Philadelphia (1993)
- Amos & Andrew (1993)
- Cyborg 2 - Skleněný stín (1993)
- Junior (1994)
- Johnny zapíná radio (1995)
- Den nezávislosti (1996)
- Amanda (1996)
- Matilda (1996)
- Větší než život (1997)
- Šílená jízda (1997)
- Ruce od krve (1997)
- Americká divočina (1997)
- Milovaná (1998)
- Hranice zoufalství (1998)
- Muž na Měsíci (1999)
- Erin Brockovich (2000)
- 460 podezřelých (2000)
- Kdo hulí, ten umí (2001)
- Muž z Elysëjských polí (2001)
- Ted Bundy (2002)
- Smoochy (2002)
- Baba na zabití (2003)
- Manhood (2003)
- Inkognito (2003)
- Manchurianský kandidát (2004)
- Berkeley (2005)
- Bezcenný syn (2006)
- V křesle režiséra (2006)
- Každý má svůj sen (2006)
- Bobby Z (2006)
- Našli mě naši (2006)
- Dark Reel (2007)
- Útočiště hrůzy (2008)
- Midnight Son (2008)
- The Perfect Game (2008)
- Cat Dragged In (2008)
- Wasting Away (2008)
- I Spit on Your Grave (2010)

### Televize
- Starsky a Hutch (1978)
- WKRP in Cincinnati (1979)
- Charlieho andílci (1980)
- Best of the West (1981, 1982)
- Poldové z Hill Street (1982, 1983)
- Taxi (1983)
- Cagneyová a Laceyová (1983)
- Neuvěřitelné příběhy (1985, 1986)
- Designing Women (1986, 1987)
- Měsíční svit (1987)
- Alf (1987)
- Star Trek: Nová generace (1987, 1992)
- Lebkouni (1989)
- Freddyho noční můry (1989, 1990)
- Příšery (1991)
- She-Wolf of London (1991)
- Křídla (1992)
- On the Air (1992)
- Dobrodružství Brisco Countyho Jr. (1993)
- Ride the Wind (1994)
- Právo v Los Angeles (1994)
- Melrose Place (1994)
- Konec divokého západu (1995)
- Andělé naděje: Příběh Dorothy Day (1996)
- In the Line of Duty: Kidnapped (1996)
- Detektiv Nash Bridges (1996–2001)
- Nic mi neříkej (1997)
- Vzkvétající město (2002)
- Strážkyně zákona (2002)
- Liga spravedlivých (2003) (hlas)
- Teen Titans (2003) (hlas)
- Reno 911! (2003–2006)
- Veronica Mars (2005)
- Vize zločinu (2007)
- It's Always Sunny in Philadelphia (2007)
- Můj přítel Monk (2008)